# Mark Ginzler
Mark Ginzler (* 1970 in Schopfheim) ist ein deutscher Hörspielregisseur.

## Werdegang
Nach dem Abitur am Theodor-Heuss-Gymnasium Schopfheim studierte Ginzler in Freiburg Philosophie, Germanistik und Medienwissenschaften. Anschließend arbeitete er ab 1999 als Regieassistent für Hörspiel und Feature beim Südwestrundfunk.
Seit 2008 ist er als freier Regisseur, Bearbeiter und Dramaturg tätig, unter anderem für das Schweizer Radio SRF.

## Hörspielregie (Auszug)
- 2000 mit Ulrich Lampen: High Fidelity. Autor: Nick Hornby. SWR
- 2009 Die Nacht der Raben. Autorin: Ann Cleeves. SWR
- 2012 Der Aufstieg und Fall des Siggi S. Autor: Oliver Wnuk. SWR
- 2013 Die Anatomie der Einzelzelle. Autor: Steffen Thiemann. Rundfunk Berlin-Brandenburg
- 2015 Brändles Nichte. Autor: Hugo Rendler. SWR
- 2016: Schreckmümpfeli; Folge: Humankapital. Autor: Martin Städeli. Original-Hörspiel. SRF
- 2017 Verfluchtes Licht. Autor: Lukas Holliger. SRF
- 2019 mit Michael Stauffer: Die dritte Arbeitskraft, mein Geld. SWR
- 2019 Martin Salander. Autor: Gottfried Keller. SRF
- 2021 mit Leonhard Koppelmann: Unten am Fluss. Autor: Richard Adams. SWR

## Nominierungen
- 2013 Deutscher Kinderhörspielpreis Kategorie III: Das kurze Leben der Sophie Scholl.[1]

## Auszeichnungen
- 2012 Zonser Hörspielpreis für Der Aufstieg und Fall des Siggi S.
- 2017 ARD-Online-Award für Verfluchtes Licht
- 2019 Publikumspreis der ARD Hörspieltage und ARD-Online Award für Die dritte Arbeitskraft, mein Geld.[2]